# جيري هان
جيري هان (بالإنجليزية: Jerry Hahn)‏ هو عازف جاز وعازف قيثارة أمريكي، ولد في 21 سبتمبر 1940 في نبراسكا في الولايات المتحدة.

## وصلات خارجية
- جيري هان على موقع ميوزك برينز (الإنجليزية)
- جيري هان على موقع أول ميوزيك (الإنجليزية)
- جيري هان على موقع ديسكوغز (الإنجليزية)